# Acalypha pruriens
Acalypha pruriens är en törelväxtart som beskrevs av Christian Gottfried Daniel Nees von Esenbeck och Carl Friedrich Philipp von Martius. Acalypha pruriens ingår i släktet akalyfor, och familjen törelväxter. Inga underarter finns listade i Catalogue of Life.